# Antifascism

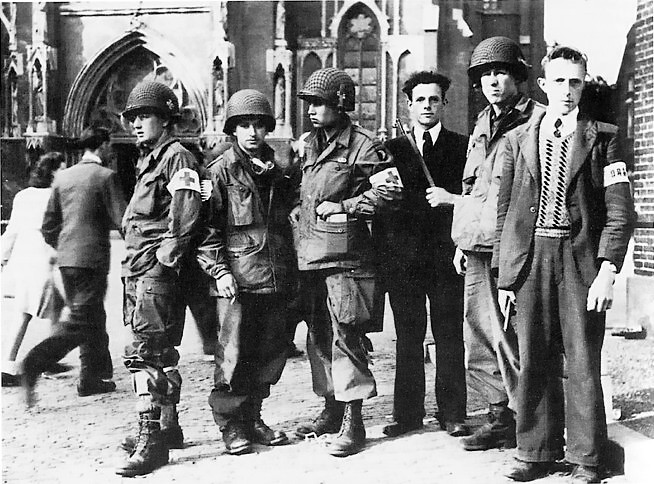
Membri ai Rezistenței Olandeze cu militarii americani ai Diviziei 101 Aeropurtate la Eindhoven, septembrie 1944

Antifascismul include mișcările sociale și ideologiile care atât în teorie, cât și în practică se poziționează împotriva oricărei forme de fascism.
Ca termen politic acesta apare în 1921 și este folosit pentru a se autodefini de către opozanții fascismului italian, iar apoi este folosit și de către mișcările de rezistență la național-socialismul din Imperiul German, de asemenea de către mișcările care se împotriveau Franquismului în Spania și altor forme politice similare din Europa și America Latină. Din această practică de rezistență s-au dezvoltat începând cu 1922 teorii despre fascism, în încercarea de a înțelege identifica alternativele politice. Antifascimsul presupune aspecte de analiză și practică socială, dar nu este o teorie politică ca atare. Antifascmismul făcea partea din auto-definirea mișcărilor cu cele mai diverse poziții politice, inclusiv social-democrate, naționaliste, liberale, conservatoare, comuniste, marxiste, sindicaliste, anarhiste, socialiste, republicaniste, pacifiste și centriste.
În prezent, termenul însumează în sine toate forțele care luptă activ împotriva neonazismului, neofascismului, extremisului de dreapta și a Noii Drepte și care doresc să înlăture cauzele sociale ale apariției lor. Persoanele implicate se auto-numesc „antifasciste”. Prescurtarea „Antifa” face referire la Antifaschistische Aktion a Partidul Comunist din Germania (KPD) din 1932 și la Grupurile de acțiune antifasciste independente de partide care au existat în 1954/1946. Începând cu 1980, grupurile autonome din mai multe state care activează în această tradiție folosesc acest nume.

## Origini

### Italia
În 1919 Benito Mussoloni înființa în Regatul Italian mișcarea național-populară Fasci di combattimento. În 1921 o transformă în Partito Nazionale Fascista um. Membrii acesteia în 1919-1921 aplicau teroarea împotriva muncitorilor din industrie și împotriva Partidului Socialist Italian (PSI). Grupurile din urmă, ca reacție au creat grupuri locale de autoapărare, care în cepând cu 1921 s-au reunit în organizația Arditi del Popolo  . Aceasta se declara deschis ca fiind deschisă pentru anarhiști, comuniști, social-democrați, creștini și republicani civili. Cu toate acestea PSI și Partidul Comunist Italian (KPI) au refuzat organizația, această rămânând activă cu doar câteva mii de membri în câteva orașe. Arditi del Popolo era o organizație cu o auto-definire explicit antifascistă. Membrii ei își spuneau „antifasciști”.
În Regatul Italiei în anii 1920, antifasciștii — proveniți în mare parte din mișcarea muncitorească — au luptat împotriva cămășilor negre și împotriva ascensiunii liderului fascist Benito Mussolini. După ce Partidul Socialist Italian (PSI) a semnat un  pact de neagresiune cu Mussolini și cu Partidul Fascist Revoluționar (PFR) la 3 august 1921, sindicatele au adoptat o strategie legalistă și pașnică, iar membrii mușcării muncitorești care nu au fost de acord cu această strategie au format organizația Arditi del popolo. Confederația Generală a Muncii (CGT) și PSI au refuzat să recunoască oficial miliția antifascistă, în timp ce Partidul Comunist Italian (PCI) a ordonat membrilor săi să părăsească organizația. PCI a organizat unele grupuri militante, dar acțiunile lor au fost relativ minore și partidul a menținut o strategie legalistă, non-violentă. Anarhistul italian Severino Di Giovanni, care s-a autoexilat în Argentina după Marșul asupra Romei din 1922, a organizat mai multe atentate cu bombă împotriva comunității fasciste italiene.
Filosoful Benedetto Croce a scris în martie 1925. un manifest antifascist care a fost semnat de către 40 de intelectuali opozanți ai lui Mussolini. Prin acest manifest el apăra valorile liberal-democrate ale Italiei, fără a explica ce este fascismul și fără a chema la luptă împotriva lui. Antifasciști ca Piero Gobetti  și Carlo Rosselli însă vedeau această acțiune ca pe o slăbiciune și complicitate a elitei liberale la victoria lui Mussolini. 
În Italia, regimul fascist al lui Benito Mussolini a folosit termenul de „antifascist” pentru a-i desemna pe adversarii săi. Poliția secretă a lui Mussolini a fost cunoscută oficial ca Organizzazione per la Vigilanza e la Repressione dell'Antifascismo (OVRA), adică în traducere din italiană „Organizația pentru Vigilență și Reprimare a Antifascismului”).
În 1924 Mussoloni a ordonat uciderea opozanților săi politici, iar în 1926 a interzis partidele de opoziție. Tribunale speciale au condamnat 5600 de antifasciști, aproximativ 150.000 fiind puși sub observație. Aproximativ un milion de italieni au părăsit țara, printre care 15.000 de antifasciști. Pentru a-și consolida forțele, socialiști, republicani și Liga Italiană pentru drepturile omului, aflați în exil în Franța în 1927 au creat organizația umbrelă Concentrazione Antifascista. În timpul celui de-al Doilea Război Mondial, mulți membri ai Rezistenței Italiene și-au părăsit casele și au plecat să trăiască în munți, luptând împotriva fasciștilor italieni și a soldaților Germaniei Naziste. Multe orașe din Italia, inclusiv Torino, Napoli și Milano, au fost eliberate în urma unor revolte antifasciste.

În Italia, regimul fascist al lui Benito Mussolini a folosit termenul de „antifascist” pentru a-i desemna pe adversarii săi. Poliția secretă a lui Mussolini a fost cunoscută oficial ca Organizzazione per la Vigilanza e la Repressione dell'Antifascismo (OVRA), adică în traducere din italiană „Organizația pentru Vigilență și Reprimare a Antifascismului”). 

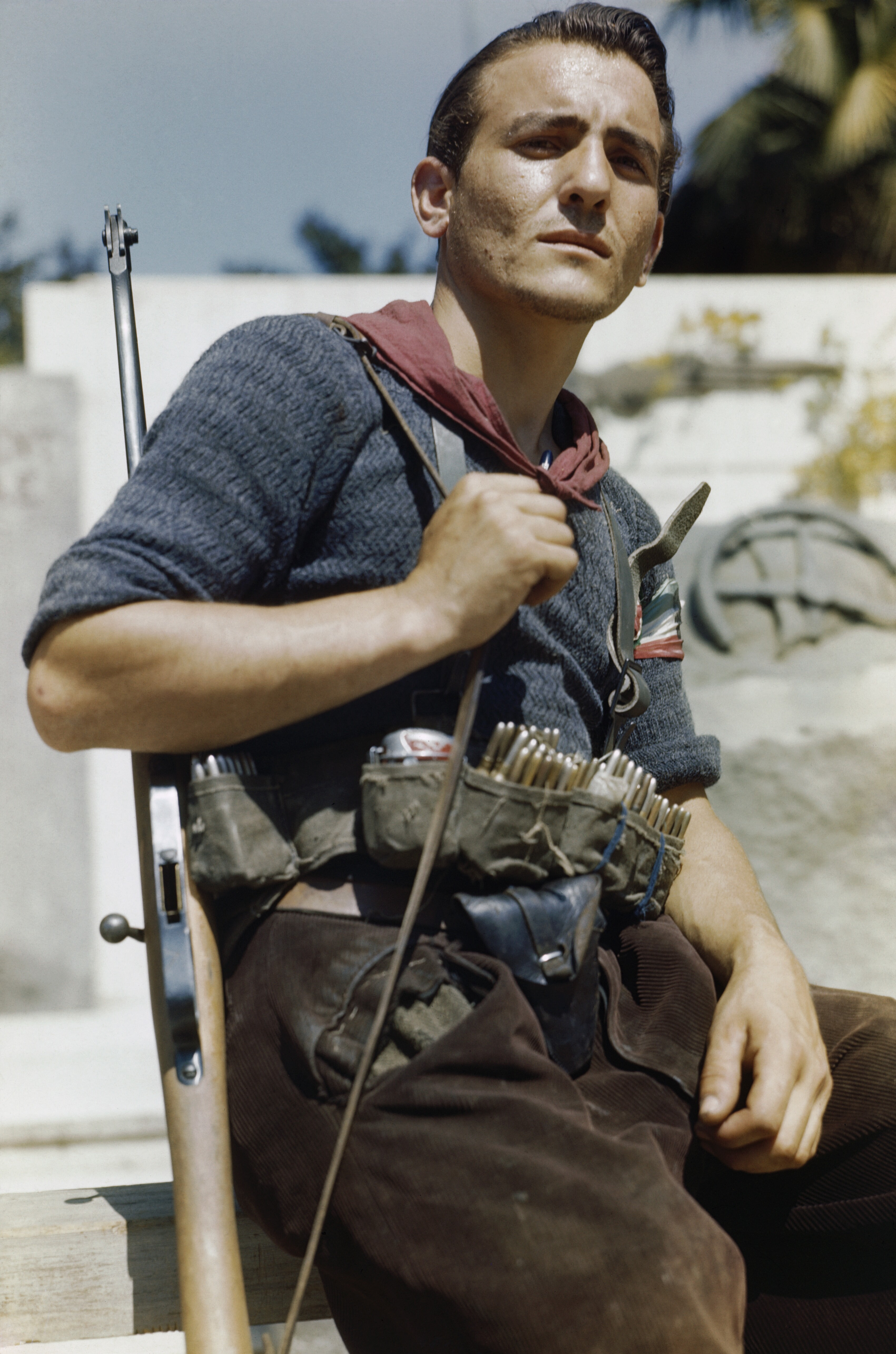
Un partizan italian din Florența, 14 august 1944.

Între 1920 și 1943, mai multe mișcări antifasciste au fost active în rândul slovenilor și croaților în teritoriile anexate de Italia după Primul Război Mondial, cunoscute sub numele de Veneția iuliană. Cea mai influentă a fost organizația insurgentă militantă TIGR, care a efectuat numeroase sabotaje, precum și atacuri asupra reprezentanților Partidului Fascist și ai Armatei Italiene. Cea mai mare parte a structurii subterane a organizației a fost descoperit și demontată de către Organizația pentru Vigilență și Reprimare a Antifascismului (OVRA) în 1940 și 1941 și din iunie 1941 majoritatea foștilor activiști s-au alăturat partizanilor sloveni.

### Internaționala Comunistă
Internaționala comunistă fondată în 1919 avea menirea să reunească ideologic și practic toate partidele comuniste apărute după Revoluția din octombrie în vederea realizării revoluției proletare globale. Începând cu 1922 folosește termenul fascist pentru toate regimurile și mișcările ultranaționaliste, corporatist-autoritare din Europa, inclusiv național-socialismul. 

### Reflecții critice contemporane
Deoarece ascensiunea la putere a lui Mussolini a cauzat sporirea mișcărilor fasciste, al 4-lea Congres Internațional al Kominternului a abordat pentru pirma oară în 1922 tema fascismului. Acesta a fost catalogat drept fenomen internațional cu specificul țărilor respective și la fel ca impreialismul a fost considerat ca perioadă de criză a capitalismului în care burghezia încearcă să-și stabilizeze propria putere sacrificând mișcările muncitorești. 
Între timp, în cuvintele istoricului Eric Hobsbawm, pe măsură ce fascismul s-a dezvoltat și răspândit, a apărut un „naționalism de stânga” în țările amenințate de iredentismul italian (de exemplu, în Balcani și în Albania). După izbucnirea celui de-al Doilea Război Mondial, mișcările de rezistență albaneză și sârbă au fost instrumentale în acțiunea antifascistă și rezistența clandestină. Această combinație între naționaliști și partizanii mișcărilor de stânga constituie cele mai vechi forme ale antifascismului european. Forme mai puțin militante de antifascism au apărut mai târziu. De exemplu, în anii 1930, în Marea Britanie, „creștinii – în special Biserica Angliană – au oferit un limbaj de opoziție față de fascism și au inspirat acțiunea antifascistă”.
Diversitatea entităților politice care împărtășeau opinii antifasciste l-a determinat pe istoricul Norman Davies să susțină în cartea sa, Europe at War 1939-1945: No Simple Victory că antifascismul nu oferă o ideologie politică coerentă, ci este mai degrabă un „vas gol”. Davies afirmă în continuare că conceptul de antifascism este un „simplu dans politic” creat de Iosif Stalin și răspândit de organele de propagandă sovietică într-o încercare de a crea falsa impresie că alăturarea democraților occidentali și a URSS-ului în opoziția față de fascism ar putea însemna o aliniere politică a lor cu comunismul. Această asociere putea oferi o legitimitate dictaturii proletariatului și a fost realizată în momentul în care URSS urma o politică de securitate colectivă. Davies a precizat că, cu excepția notabilă a lui Winston Churchill, conceptul de antifascism a câștigat un sprijin larg în Occident, dar credibilitatea sa a primit temporar o lovitură gravă atunci când URSS și Germania Nazistă și-au coordonat războaiele lor de agresiune în Europa de Est prin Pactul Molotov–Ribbentrop.

## Istoric
Mișcările antifasciste au apărut mai întâi în Italia, în perioada de ascensiune a lui Mussolini, dar în curând s-au extins în alte țări europene și apoi la nivel global. La început s-au implicați muncitorii și intelectualii creștini, anarhiștii, socialiștii și comuniștii. Până în 1928, perioada Frontului Unit, a existat o colaborare semnificativă între antifasciștii comuniști și necomuniști. În 1928, Cominternul a instituit o serie de politici de extrema stângă denumită „A Treia Perioadă”, încheind cooperarea cu alte grupuri de stânga și denunțându-i pe social-democrați ca „social-fasciști”. Din 1934 până la Pactul Molotov-Ribbentrop, comuniștii au urmat abordarea Frontului Popular de a construi o coaliție cu bază largă, alături de antifasciștii liberali și chiar conservatori. Pe măsură ce fascismul și-a consolidat puterea și mai ales în timpul celui de-al Doilea Război Mondial, antifascismul a luat, în mare măsură, forma mișcărilor de Partizani sau de Rezistență. 

### Italia: împotriva Fascismului și a lui Mussolini

Steagul Arditi del Popolo, un grup militant antifascist fondat în 1921

### Slovenii supuși italianizării
În Italia, prima rezistență antifascistă a apărut în cadrul minorității slovene din Italia (1920-1947), pe care fasciștii au vrut să o priveze de cultura, limba și etnia ei. Incendierea în 1920 a Casei Naționale din Trieste, centrul sloven din orașul multicultural și multietnic Trieste de către cămășile negre, a fost lăudată de Benito Mussolini, care încă nu se autoproclamase Duce, ca fiind o „capodoperă a fascismului triestin” (capolavoro del fascismo triestino...). Nu doar în zonele multietnice, ci și în zonele în care populația era exclusiv slovenă, utilizarea limbii slovene în locuri publice, inclusiv biserici, a fost interzisă. Copiii care vorbeau slovena erau pedepsiți de profesorii italieni aduși din Italia de Sud de către Statul Fascist. Profesorii, scriitorii și preoții sloveni au fost trimiși în cealaltă parte a Italiei.
Prima organizație antifascistă, numită TIGR, a fost formată în anul 1927, în scopul de a lupta cu violența fascistă. Lupta sa de gherilă a continuat la sfârșitul anilor 1920 și în anii 1930, după ce la mijlocul anilor 1930 deja 70.000 de sloveni părăsiseră Italia, fugind în cea mai mare parte în Slovenia (pe atunci parte a Iugoslaviei) și America de Sud.
Rezistența antifascistă slovenă din Iugoslavia în timpul al celui de-Doilea Război Mondial a fost condusă de Frontul de Eliberare a Poporului Sloven. În provincia Ljubljana, ocupată de fasciștii italieni, au fost deportați 25.000 de oameni, adică 7,5% din totalul populației, în lagărul de concentrare Rab, lagărul de concentrare Gonars și alte lagăre de concentrare italiene.

### Germania: împotriva NSDAP și a hitlerismului
În anii 1920 și 1930, în Republica de la Weimar, membrii Partidului Comunist și Partidului Social Democrat au susținut agitația maselor din cadrul clasei muncitoare pentru a opri mai întâi mișcările Freikorps din Germania de după Primul Război Mondial și nu mult timp după aceea a Partidului Nazist al lui Adolf Hitler. Revoluționarul sovietic Lev Troțki a scris:
„Trebuie să fie create echipe de luptă ... nimic nu mărește insolența fasciștilor la fel de mult ca „pacifismul furios” al organizațiilor muncitorilor ... [Este] lașitatea politică [cea care neagă că] fără detașamente organizate de luptă, masele cele mai eroice vor fi distruse puțin câte puțin de bandele fasciste.”
Au existat mai multe grupuri paramilitare și antinaziste printre care Reichsbanner Schwarz-Rot-Gold dominată de social-democrați (formată în februarie 1924), organizația propagandistă și paramilitară comunistă Roter Frontkämpferbund (Liga Luptătorilor Frontului Roșu sau RFB, formată în vara anului 1924) și comunista Kampfbund gegen den Faschismus (Alianța Luptătoare împotriva Fascismului, înființată în 1930). Roter Front a fost o organizație paramilitară afiliată Partidului Comunist din Germania, care s-a angajat în lupte de stradă cu Sturmabteilung-ul nazist. Primul lider a fost Ernst Thälmann, care va muri mai târziu într-un lagăr de concentrare și va fi onorat pe scară largă în Germania de Est ca un erou antifascist și socialist. În 1932, în perioada Frontului Unit, a fost formată Antifaschistische Aktion ca o amplă alianță în care social-democrații, comuniștii și alții puteau lupta împotriva represiunii legale și puteau să se angajeze în acțiuni de autoapărare împotriva grupărilor paramilitare naziste. Logo-ul cu cele două steaguri, conceput de Max Keilson și Max Gebhard, este încă utilizat pe scară largă ca un simbol al militanților antifasciști la nivel global.

### Spania: Războiul Civil cu naționaliștii
În Spania, mișcările antifasciste au fost observate pentru prima dată în anii 1930, înainte și în timpul Războiului Civil Spaniol. Armata și guvernul republican, Milițiile Antifasciste Muncitorești și Țărănești (MAOC) afiliate Partidului Comunist (PCE), Brigăzile Internaționale, Partidul Muncitorilor de Unificare Marxistă (POUM), milițiile anarhiste spaniole cum ar fi Coloana de Fier și guvernele autonome ale Cataloniei și Țării Bascilor, s-au opuscu forțe militare ascensiunii lui Francisco Franco. Grupul Prietenii lui Durruti, asociat cu Federación Anarquista Ibérica (FAI), a fost un grup  deosebit de activ. Mii de oameni din mai multe țări au plecat în Spania pentru a sprijini cauza antifascistă, alăturându-se unor unități precum Brigada Abraham Lincoln, Batalionul Britanic, Batalionul Dabrowski, Batalionul Mackenzie-Papineau, Compania Naftali Botwin și Batalionul Thälmann. Printre antifasciștii notabili care au colaborat pe plan internațional împotriva lui Franco au fost: George Orwell (care au luptat în miliția POUM și a scris Omagiu Cataloniei despre această experiență), Ernest Hemingway (un susținător al Brigăzilor Internaționale care a scris romanul Pentru cine bat clopotele despre această experiență) și jurnalista radicală Martha Gellhorn.
Anarhistul de gherilă spaniol Francesc Sabaté Llopart a luptat împotriva regimului lui Franco până în anii 1960, de la o bază din Franța. Gherila spaniolă Maquis, afiliată PCE, a luptat, de asemenea, împotriva regimului franchist mult timp după ce Războiul Civil din Spania s-a încheiat.

### Franța: împotriva Action Française și a regimului de la Vichy

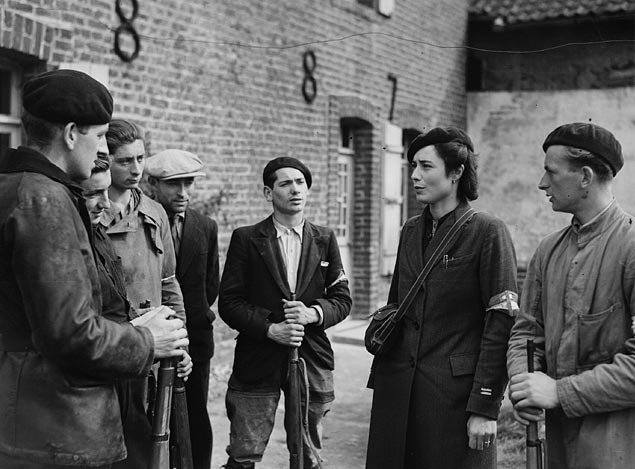
Membrii Maquis în 1944

În anii 1920 și 1930 în A Treia Republică Franceză, antifasciștii s-au confruntat cu grupurile agresive de extrema dreaptă, cum ar fi mișcarea Action Française din Franța, care a dominat zona studențească a Cartierului Latin. După ce fascismul a triumfat în urma invaziei, Rezistența Franceză (franceză La Résistance française) sau, mai precis, mișcările de rezistență au luptat împotriva ocupației impuse de Germania Nazistă și împotriva regimului colaboraționist de la Vichy. Celulele de Rezistență erau mici grupuri de bărbați și femei înarmați (numite maquis în zonele rurale), care, în afară de activitățile lor din cadrul războiului de gherilă, au tipărit, de asemenea, ziare și reviste clandestine, cum ar fi Arbeiter und Soldat (Muncitor și Soldat) în timpul celui de-al Doilea Război Mondial, au furnizat informații de prima mână și au organizat și administrat rețele de evacuare.

### Marea Britanie: împotriva BUF și a lui Mosley
Ascensiunea Uniunii Britanice a Fasciștilor (BUF) a lui Oswald Mosley în anii 1930 a fost contestată de către Partidul Comunist din Marea Britanie, de socialiștii din Partidul Laburist și Partidul Laburist Independent, de anarhiști, de docherii irlandezi catolici și de muncitorii evrei din partea de est a Londrei. Un moment important a fost Bătălia de pe Cable Street din 4 octombrie 1936, când mii de locuitori din partea de est și alți locuitori s-au adunat pentru a opri marșul BUF. Inițial, conducerea națională a Partidului Comunist din Marea Britanie a vrut o demonstrație de masă în Hyde Park, în semn de solidaritate cu Spania Republicană, în loc de o mobilizare împotriva BUF, dar activiștii locali de partid s-au opus. Activiștii s-au adunat sub sloganul Ei nu vor trece, adoptat de Spania Republicană.
Au fost dezbateri în mișcarea antifascistă cu privire la tacticile de urmat. În timp ce mulți foști militari și locuitori din partea de est a Londrei au luptat violent împotriva fasciștilor, liderul Partidului Comunist Phil Piratin a denunțat aceste tactici și a susținut convocarea unor demonstrații mari. În afară de mișcarea antifascistă militantă, a existat un curent mai mic de antifascism liberal în Marea Britanie; Sir Ernest Barker, de exemplu, a fost un antifascist liberal englez notabil în anii 1930.

### Statele Unite ale Americii, perioada celui de-al Doilea Război Mondial

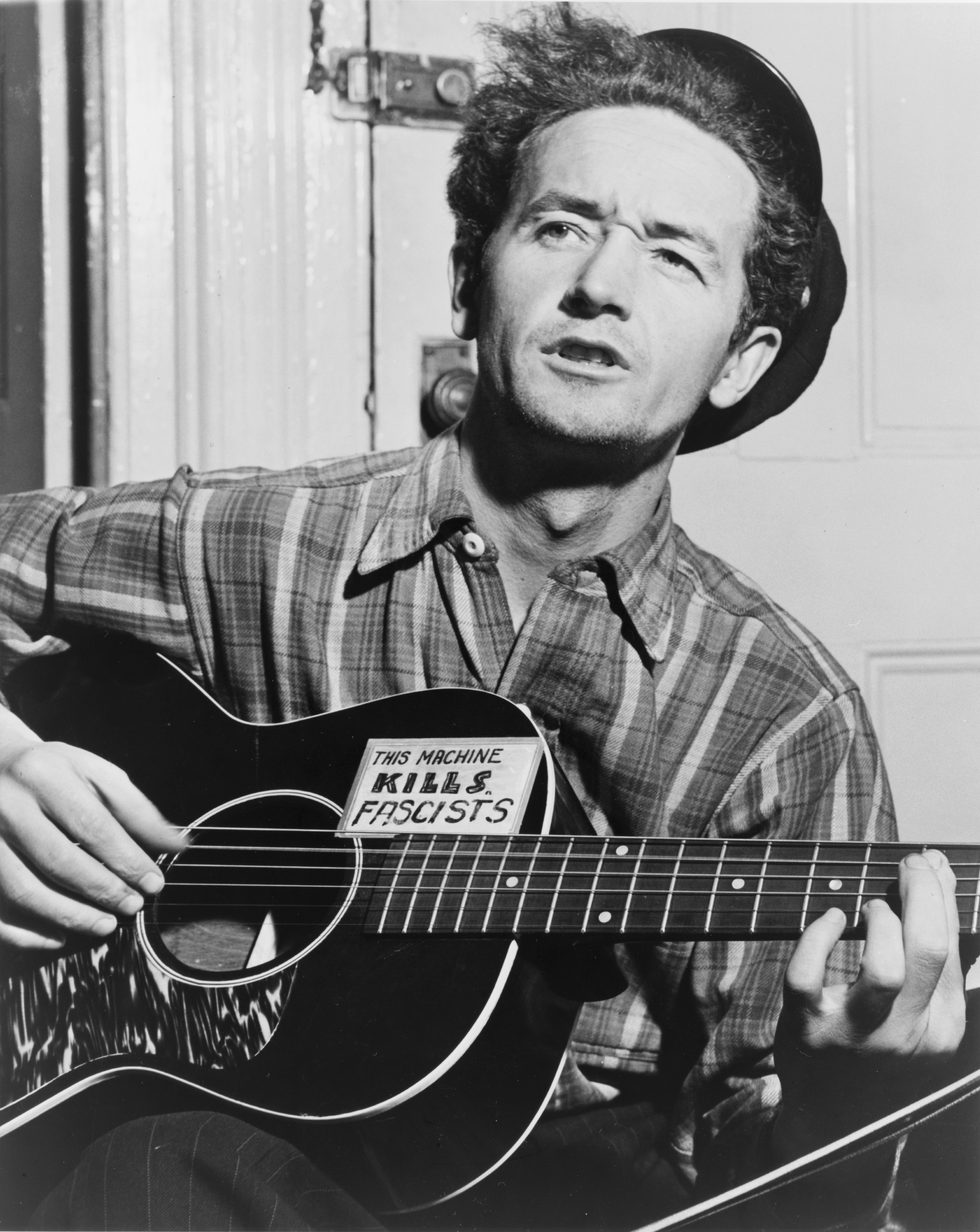
Compozitorul antifascist american Woody Guthrie și chitara lui etichetată „This machine kills fascists”"

Au existat elemente fasciste în Statele Unite în anii 1930, în organizații ca Friends of New Germany, German, American Bund, Ku Klux Klan și Charles Coughlin.
În perioada Panicii roșii din SUA după sfârșitul celui de-al Doilea Război Mondial, termenul de „antifascist prematur” a început să fie folosit pentru a-i descrie pe americanii care făceau agitație puternică sau desfășurau acțiuni antifasciste precum lupta alături de republicani în Războiul Civil Spaniol, înainte ca fascismul să fie văzut ca o amenințare apropiată la adresa Statelor Unite ale Americii (care a avut loc, în general, după invadarea Poloniei de către Germania Nazistă și universal după atacul de la Pearl Harbor). Implicația a fost că astfel de persoane erau comuniști sau simpatizanți ai comuniștilor a căror loialitate față de Statele Unite era suspectată. Cu toate acestea, istoricii John Earl Haynes și Harvey Klehr au scris că nu au găsit nici o dovadă documentară că guvernul SUA s-a referit la membrii americani ai Brigăzilor Internaționale ca „antifasciști prematuri”; documentele Biroului Federal de Investigații, Biroului de Servicii Strategice și Armatei Statelor Unite au folosit în loc termeni precum „comunist”, „roșu”, „subversiv” și „radical”. Haynes și Klehr indică faptul că au găsit, în schimb, multe exemple de membri ai Brigăzii Internaționale Abraham Lincoln și ai susținătorilor lor referindu-se sardonic la ei înșiși ca „antifasciști prematuri”.

### După al Doilea Război Mondial
Mișcările antifasciste care au apărut în timpul perioadei fascismului clasic, atât liberale, cât și militante, și-au continuat activitatea după înfrângerea puterilor Axei, ca răspuns la rezistența și mutațiile suferite de fascism în Europa și în alte părți. În Germania, de exemplu, în 1944, pe măsură ce administrația nazistă a devenit tot mai divizată, veteranii luptelor antifasciste din anii 1930 au format grupurile „Antifaschistische Ausschüsse”, „Antifaschistische Kommittees” sau „Antifaschistische Aktion” (toate abreviate de obicei Antifa).

### Marea Britanie: împotriva NF și BNP
După cel de-al Doilea Război Mondial, veteranii de război evrei din Grupul 43 au continuat tradiția confruntărilor cu Union Movement a lui Oswald Mosley. În anii 1960, Grupul 62 a continuat lupta împotriva neonaziștilor.
În anii 1970, partidele fasciste și de extremă dreapta Frontul Național (NF) și Mișcarea Britanică (BM) au obținut creșteri semnificative în plan electoral și au devenit din ce în ce mai îndrăznețe în aparițiile lor publice. Acest lucru a fost contestat în 1977, odată cu Bătălia de la Lewisham, când mii de oameni au întrerupt un marș al NF în Sudul Londrei. La scurt timp după, Partidul Socialist al Muncitorilor (SWP) a format Liga Antinazistă (ANL). ANL a desfășurat o campanie de propagandă pe scară largă și echipele ei au atacat întrunirile NF și pe vânzătorii de ziare. Succesul campaniilor ANL a contribuit la încheierea perioadei creștere a NF. În această perioadă, au fost, de asemenea, o serie de organizații antifasciste conduse de negri, inclusiv Campania împotriva Rasismului și Fascismului (CARF) și grupuri locale ca Proiectul de Monitorizare Newham.